# Église des Jésuites de Vienne
Pour les articles homonymes, voir Église des Jésuites.
L'église des Jésuites (Jesuitenkirche ou Universitätskirche), d'abord dédiée à saint Ignace de Loyola et à saint François-Xavier, puis à partir du XVIIIe siècle à Notre-Dame de l'Assomption, est une église jésuite à deux tours, de style baroque précoce, réaménagée par le frère jésuite Andrea Pozzo en 1703-1705, située à Vienne. Elle se trouve à côté de l'université de Vienne, d'où son second nom d'Universitätskirche (église de l'Université). 

## Histoire

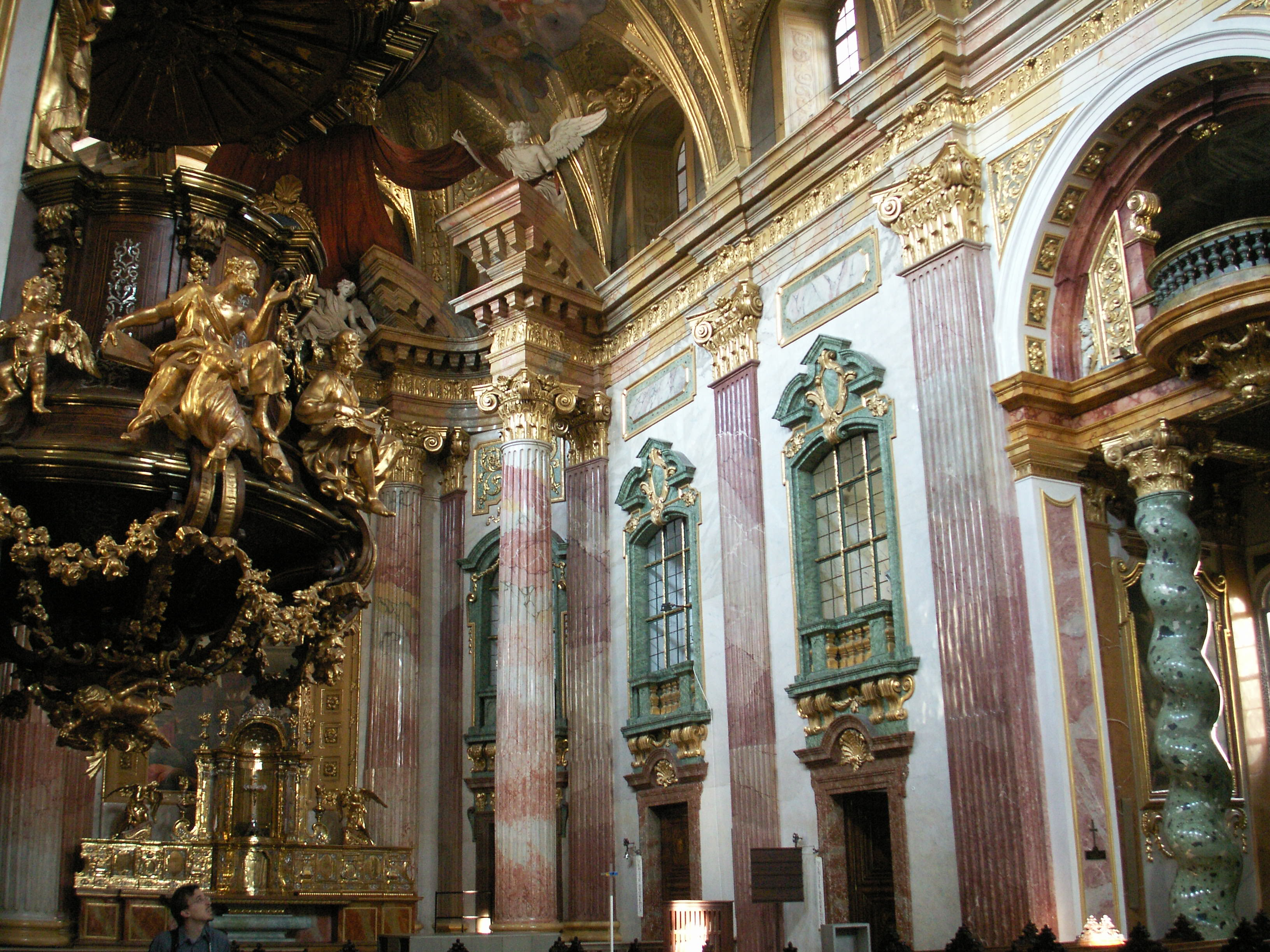
La chaire de vérité

L'église des Jésuites est construite entre 1623 et 1627 à l'emplacement d'une ancienne chapelle, à l'époque où la Compagnie de Jésus fusionne son propre collège de Vienne avec les facultés de philosophie et de théologie de l'Université de Vienne.
L'église est d'abord dédiée au fondateur de la Compagnie, saint Ignace de Loyola, et à son premier missionnaire, saint François-Xavier. Andrea Pozzo est invité par l'empereur Léopold Ier à réaménager l'église en 1703. Il reconstruit la façade en style baroque et l'église est dédiée à l'Assomption de la Bienheureuse Vierge Marie.
La Compagnie de Jésus est supprimée en 1773. Les jésuites retrouvent le droit d'enseigner et de prêcher à Vienne en 1856.

## Intérieur

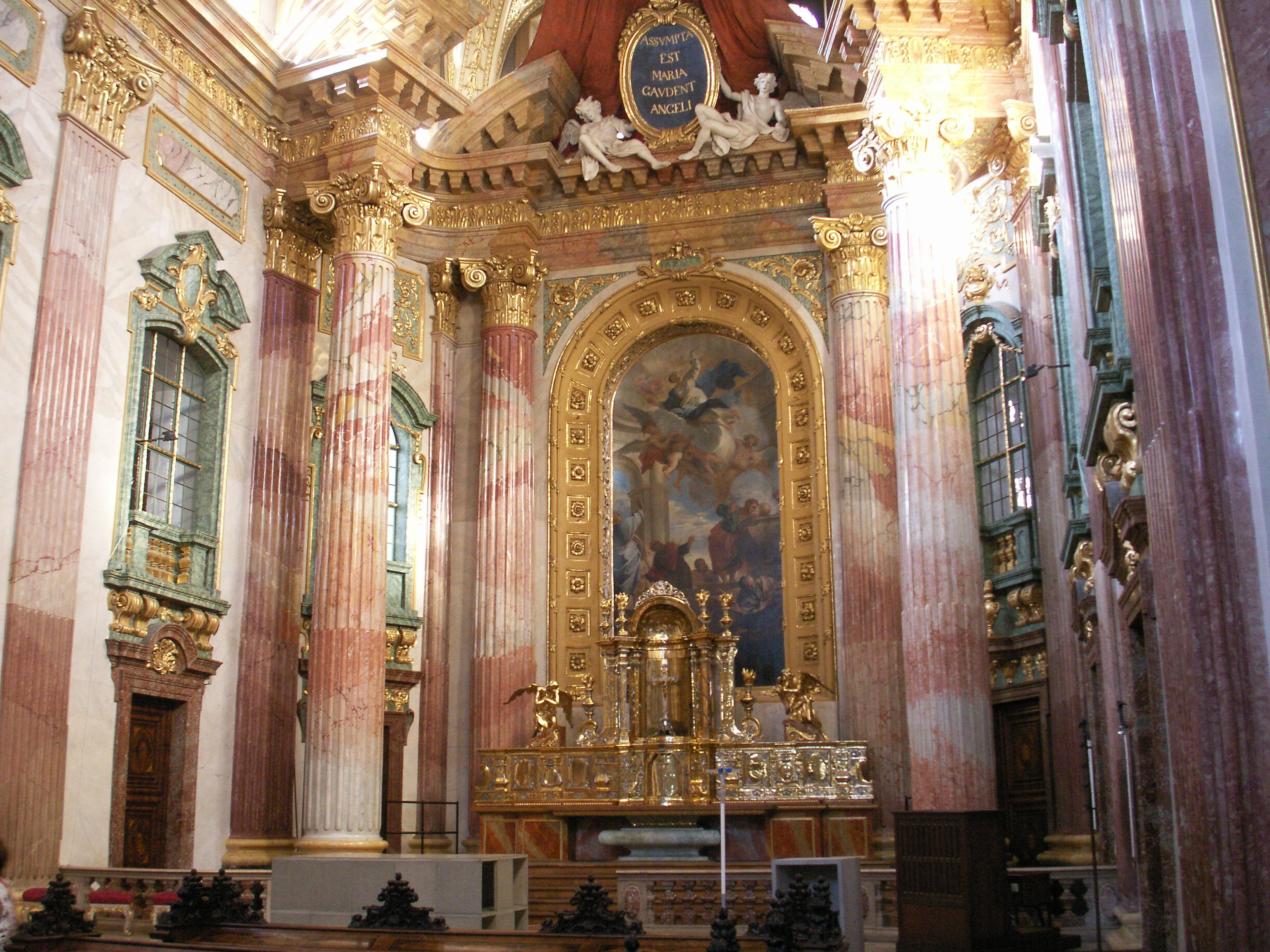
Le maître-autel

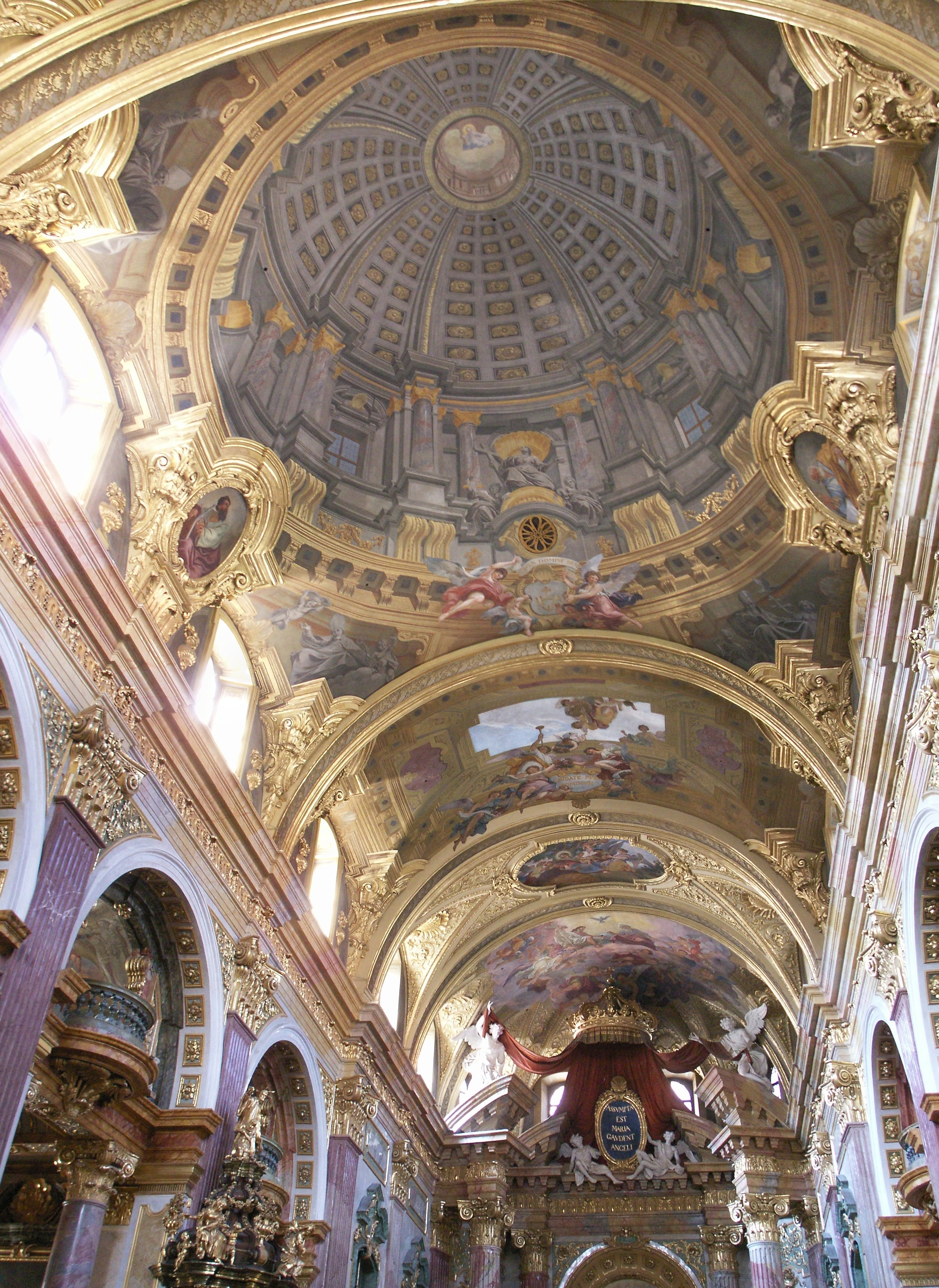
Le plafond de la nef avec ses fresques et sa coupole en trompe-l'œil

L'intérieur de l'église richement orné contraste avec la façade plus austère. Piliers de faux marbre, colonnes torsadées ou corinthiennes à chapiteaux dorés, angelots dorés, fresques exubérantes, volutes et une grande coupole en trompe-l'œil forment un vocabulaire architectural à la gloire de l'Église triomphante d'après la Contre-Réforme.